# Колорадо Репідз
Колорадо Рапідз (англ. Colorado Rapids) — професіональний футбольний клуб з Денвера (США), що грає у Major League Soccer – вищому футбольному дивізіоні США і Канади. Є одним з десяти клубів, що грали в МЛС в першому сезоні після заснування. Колорадо Рапідз був чемпіоном МЛС у 2010 році, а у 1997 був фіналістом Кубка МЛС.
Домашні матчі проводить на Дікс Спортінг Гудс Парк, який розташований у Коммерс-Сіті — передмісті Денвера.

## Здобутки
- Кубок МЛС
  - Переможець (1): 2010
  - Фіналіст (1): 1997
- Supporters' Shield
  - 2-е місце (1): 2016
- Відкритий кубок США
  - Фіналіст (1): 2016
- Конференції
  - Переможець Плей-оф Західної конференції (1):1997
  - Переможець Плей-оф Східної конференції (1):2010
- Інші трофеї
  - Ліга резерву МЛС (2): 2006, 2007